# Route 161 (Québec)
Pour les articles homonymes, voir R161 et Route 161.
La route 161 (R-161) est une route nationale québécoise d'orientation nord / sud située au sud du fleuve Saint-Laurent. Elle dessert les régions administratives de l'Estrie, de Chaudière-Appalaches et du Centre-du-Québec.

## Tracé
La route 161 débute à la frontière américaine à Saint-Augustin-de-Woburn. Quelques kilomètres plus au nord, elle longe le lac Mégantic et traverse la municipalité du même nom avant de border le Parc national de Frontenac. Ensuite, sur la rive nord du Lac Aylmer, elle chevauche la route 112 pour quelques kilomètres. Par la suite, elle reprend son orientation nord-sud et traverse Victoriaville où elle chevauche successivement les routes 116 et 122. Finalement, elle se termine à la jonction avec l'A-20, près de la jonction de l'A-55 avec l'A-955.
Auparavant, la route 161 se terminait à l'intersection des routes 155 et 226 et de l'A-55 à Saint-Célestin. Elle a toutefois été déclassée à la suite de l'achèvement de l'A-55 en 2006.
Son tracé a également été modifié en octobre 2011, alors qu'on a inauguré une nouvelle voie de contournement de la ville de Lac-Mégantic. Cette voie, d'une longueur de 8 km, a été construite au coût de 4,9 millions de dollars.

## Frontière internationale
À son extrémité sud, à Saint-Augustin-de-Woburn, la route 161 permet de relier le Québec à l'État du Maine, aux États-Unis. Au sud de se frontière, la route se poursuit comme la Maine State Route 27. On entre dans le Maine par un minuscule hameau appelé Coburn Gore, faisant partie du territoire non organisé de North Franklin, dans le comté de Franklin. Le poste frontalier est ouvert à l'année, 24/7, et ne compte qu'une seule voie d'entrée. Bien que la route 27 traverse quelques villages sur son parcours, la première ville importante qu'elle permet d'atteindre est Farmington, à plus de 115 km au sud de la frontière.

## Localités traversées (du sud au nord)
Liste des municipalités dont le territoire est traversé par la route 161, regroupées par municipalité régionale de comté.

### Estrie
Le Granit
- Saint-Augustin-de-Woburn
- Frontenac
- Lac-Mégantic
- Nantes
- Saint-Romain
- Stornoway
- Stratford

Le Haut-Saint-François
- Weedon

### Chaudière-Appalaches
Les Appalaches
- Beaulac-Garthby

### Centre-du-Québec
Arthabaska
- Saints-Martyrs-Canadiens
- Ham-Nord
- Notre-Dame-de-Ham
- Chesterville
- Saint-Christophe-d'Arthabaska
- Victoriaville
- Saint-Valère
- Saint-Samuel

Nicolet-Yamaska
- Sainte-Eulalie

## Intersections majeures
| MRC                                           | Municipalité                  | km     | Destinations                                                      | Notes |
| --------------------------------------------- | ----------------------------- | ------ | ----------------------------------------------------------------- | --- |
| Le Granit                                     | Saint-Augustin-de-Woburn      | 0,00   | ME-27 sud – Coburn Gore, Farmington                               | Continue au Maine                                                                                                 |
| Le Granit                                     | Saint-Augustin-de-Woburn      | 0,00   | Frontière canado-américaine                                       | |
| Le Granit                                     | Saint-Augustin-de-Woburn      | 4,40   | R-212 ouest – Notre-Dame-des-Bois, Cookshire-Eaton                | Terminus est de la R-212                                                                                          |
| Le Granit                                     | Saint-Augustin-de-Woburn      | 8,10   | R-263 nord – Piopolis                                             | Terminus sud de la R-263                                                                                          |
| Le Granit                                     | Lac-Mégantic                  | 33,30  | R-204 est – Saint-Georges                                         | Terminus ouest de la R-204                                                                                        |
| Le Granit                                     | Lac-Mégantic                  | 35,50  | Rue Villeneuve                                                    | Échangeur |
| Le Granit                                     | Nantes                        | 41,30  | R-263 sud – Piopolis                                              | Terminus sud du multiplex avec la R-263; carrefour giratoire                                                      |
| Le Granit                                     | Nantes                        | 43,20  | R-263 nord – Sainte-Cécile-de-Whitton, Saint-Sébastien            | Terminus nord du multiplex avec la R-263                                                                          |
| Le Granit                                     | Nantes                        | 49,60  | R-214 ouest – Milan, Scotstown                                    | Terminus est de la R-214                                                                                          |
| Le Granit                                     | Stornoway                     | 63,60  | R-108 – Sherbrooke, Lambton, Cookshire-Eaton                      | Sherbrooke indiqué en direction nord, Cookshire-Eaton indiqué en direction sud                                    |
| Le Haut-Saint-François                        | Weedon                        | 89,50  | R-112 ouest – Sherbrooke                                          | Terminus sud du multiplex avec la R-112                                                                           |
| Les Appalaches                                | Beaulac-Garthby               | 96,90  | R-112 est – Thetford Mines, Disraeli                              | Terminus nord du multiplex avec la R-112; Disraeli indiqué en direction sud seulement                             |
| Arthabaska                                    | Ham-Nord                      | 115,50 | R-216 est – Saint-Fortunat, Saint-Jacques-le-Majeur-de-Wolfestown | Terminus sud du multiplex avec la R-216; Saint-Jacques-le-Majeur-de-Wolfestown indiqué en direction sud seulement |
| Arthabaska                                    | Ham-Nord                      | 120,90 | R-216 ouest – Saint-Adrien, Val-des-Sources                       | Terminus nord du multiplex avec la R-216; Val-des-Sources indiqué en direction nord seulement                     |
| Arthabaska                                    | Saint-Christophe-d'Arthabaska | 150,90 | R-116 ouest – Warwick                                             | Terminus sud du multiplex avec la R-116                                                                           |
| Arthabaska                                    | Victoriaville                 | 157,20 | R-116 est / R-122 ouest – Princeville, Plessisville               | Terminus nord du multiplex avec la R-116; terminus sud du multiplex avec la R-122; terminus est de la R-122       |
| Arthabaska                                    | Victoriaville                 | 161,80 | R-162 est vers A-20 – Saint-Rosaire, Saint-Louis-de-Blandford     | Terminus ouest de la R-162                                                                                        |
| Arthabaska                                    | Victoriaville                 | 164,70 | R-122 ouest vers A-20 – Saint-Albert, Drummondville               | Terminus nord du multiplex avec la R-122                                                                          |
| Arthabaska                                    | Saint-Valère                  | 176,70 | R-261 nord – Daveluyville                                         | Terminus sud de la R-261                                                                                          |
| Nicolet-Yamaska                               | Sainte-Eulalie                | 185,10 | A-20 / A-55 – Québec, Trois-Rivières, Montréal                    | Sortie 210 de l'A-20 / A-55 nord; sortie 145 de l'A-55 sud                                                        |
| - Terminus de multiplex - Transition de route |                               |        |                                                                   | |